# Corea del Sud ai Giochi della XXVI Olimpiade
La Corea del Sud partecipò ai Giochi della XXVI Olimpiade, svoltisi ad Atlanta, Stati Uniti, dal 19 luglio al 4 agosto 1996, con una delegazione di 300 atleti impegnati in venticinque discipline.

## Risultati

### Calcio
- Uomini

| Atleta | Classifica |                          |
| --- | --- | ------------------------ |
| V · D · M Nazionale olimpica sudcoreana · Calcio ai Giochi Olimpici Estivi 1996 1 Seo D.M. · 2 Park C.K. · 3 Choi S.Y. · 4 Lee S.H. · 5 Lee K.S. · 6 Lee K.H. · 7 Lee W.Y. · 8 Yoon J.H. · 9 Chung S.N. · 10 Choi Y.S. · 11 Lee W.S. · 12 Lee D.H. · 13 Kim H.S. · 14 Kim S.H. · 15 Lee L.S. · 16 Choi Y.Y. · 17 Ha S.J. · 18 Hwang S.H. · 19 Lee K.C. · CT : Byšovec | 11° |                          |
| Nazionale olimpica sudcoreana · Calcio ai Giochi Olimpici Estivi 1996 | |                          |
| 1 Seo D.M. · 2 Park C.K. · 3 Choi S.Y. · 4 Lee S.H. · 5 Lee K.S. · 6 Lee K.H. · 7 Lee W.Y. · 8 Yoon J.H. · 9 Chung S.N. · 10 Choi Y.S. · 11 Lee W.S. · 12 Lee D.H. · 13 Kim H.S. · 14 Kim S.H. · 15 Lee L.S. · 16 Choi Y.Y. · 17 Ha S.J. · 18 Hwang S.H. · 19 Lee K.C. · CT: Byšovec                                                                                  | 1 Seo D.M. · 2 Park C.K. · 3 Choi S.Y. · 4 Lee S.H. · 5 Lee K.S. · 6 Lee K.H. · 7 Lee W.Y. · 8 Yoon J.H. · 9 Chung S.N. · 10 Choi Y.S. · 11 Lee W.S. · 12 Lee D.H. · 13 Kim H.S. · 14 Kim S.H. · 15 Lee L.S. · 16 Choi Y.Y. · 17 Ha S.J. · 18 Hwang S.H. · 19 Lee K.C. · CT: Byšovec | Corea del Sud (bandiera) |